# سونات شماره ۴ پیانو (بتهوون)
سونات شمارهٔ ۴ اُپوس ۷، که بیشتر با نام سونات بزرگ (به انگلیسی: Grand Sonata، به فرانسوی و آلمانی: Grande Sonate) شناخته می‌شود، یک سونات پیانو ساختهٔ لودویگ فان بتهوون در سال‌های ۱۷۹۶ و ۱۷۹۷ است. این سونات در گام می بمل ماژور (اپوس ۷)، نوشته شده و شامل چهار موومان است:
1. آلِگرو مولتو اِ کُن بریو (حدود ۸.۵ دقیقه)
2. لارگو کُن گران اِسپرِسیونه، در دو ماژور (حدود ۸.۵ دقیقه)
3. آلِگرو: تریو در می بمل مینور (حدود ۵ دقیقه)
4. روندو: پوکو آلگرتو اِ گراتسیوزو (حدود ۷ دقیقه)

بتهوون این سونات را حدود چهار سال پس از آغازِ اقامتش در وین، پایتخت اتریش، و در زمانی که ۲۶ساله بود، نوشت و سپس به همسایه‌اش کُنتِس بابِته دِ کِگلِویچ اهدا کرد. نام سونات بزرگ را از این جهت به این اثر داد که آن را جداگانه منتشر کرد، امری که در آن زمان معمول نبود.